# سیدی امحمد بن علی
سیدی امحمد بن علی (به عربی: سيدي امحمد بن علي) یک شهرداری و عوارض جغرافیایی در الجزایر است که در استان غلیزان واقع شده‌است.